# Huckleberry Finn (film 1931)
Huckleberry Finn è un film del 1931 diretto da Norman Taurog.
Tratto dal romanzo Le avventure di Huckleberry Finn di Mark Twain, il film descrive attraverso le avventure di un gruppo di ragazzi del sud, la vita di fine Ottocento sul grande fiume. È il primo adattamento sonoro del romanzo. Nelle versioni mute del 1917-18 e 1920 il personaggio di Huckleberry Finn aveva avuto come interpreti rispettivamente Robert Gordon e Lewis Sargent.
Il film è il sequel di Tom Sawyer (1930), diretto da John Cromwell, del quale ripropone lo stesso cast che tanto successo aveva avuto l'anno precedente: Junior Durkin (Huckleberry Finn), Jackie Coogan (Tom Sawyer), Mitzi Green (Becky Thatcher), e Jackie Searl (Sid). La versione del 1931 omette quasi del tutto le implicazioni sociali della vicenda (legate al tema della schiavitù) per concentrarsi esclusivamente sugli aspetti comici e burleschi. Il personaggio di "Jim", interpretato da Clarence Muse, è reso secondo gli stereotipi caricaturali con i quali i personaggi afroamericani erano allora rappresentati sullo schermo.
La popolarità del film contribuì all'Oscar al miglior regista che sarà assegnato a Norman Taurog per un altro film girato nello stesso anno, sempre con un cast di attori bambini, Skippy (1931).
Anche nella vita Junior Durkin e Jackie Coogan erano legati da una forte amicizia. Il 4 maggio 1935, di ritorno da una partita di caccia in Messico con amici, l'auto nella quale viaggiavano i due attori finì in una scarpata. Dei passeggeri il solo a sopravvivere fu Jackie Coogan, sbalzato fuori dalla vettura. Al momento della morte Junior Durkin aveva solo 20 anni.

## Trama
Un anno dopo le loro precedenti imprese, l'amore per Becky Thatcher trattiene a casa Tom Sawyer, mentre Huck Finn, irritato dagli obblighi imposti dalla "civiltà" come andare la scuola e indossare le scarpe, ha intenzione di scappare. L'arrivo del padre abusivo fa precipitare la situazione; Tom e Jim aiutano Huck a fuggire; e tutti e tre scendono lungo il Mississippi, dove sono raggiunti da due simpatici mascalzoni e incontrano due ragazzine orfane Ella e Mary Jane. Quest'ultima potrebbe anche far cambiare l'opinione di Huck riguardo alle ragazze...

## Produzione
Prodotto dalla Paramount, il film venne girato al Paramount Ranch di Agoura in California.

## Distribuzione
Distribuito dalla Paramount Publix Corporation, uscì nelle sale cinematografiche statunitensi il 7 agosto 1931 e quindi internazionalmente..
Il film fu uno dei maggiori incassi mondiali del 1931.